# Action Hero 3D: Wild Dog
Action Hero 3D: Wild Dog (액션히어로3D: WILD DOG Aek-syeon Hieoro 3D: Wild Dog) é um jogo de ação beat 'em up coreano, desenvolvido inicialmente para celulares e posteriormente lançado para o console Zeebo.
O jogo possui 206 estágios com 26 chefes e no console Zeebo o jogo ocupa 6,71 MB da memória interna e custava 990 Z-Credits, o equivalente a R$ 9,90.

## História

### Enredo
Wolf é um participante de um concurso que elegerá o novo herói da televisão. Após derrotar o último desafiante (Sr. Pontos, o campeão do ano anterior) e sagrar-se vencedor, ele é teletransportado para um universo paralelo por Tina, a Bruxa das Dimensões. Então Wolf deve se tornar um herói de verdade e salvar este universo do domínio do Dr. J e seus capangas, que utilizam-se de suas invenções para sequestrar mulheres, roubar dinheiro e outros de seus desejos.
Após salvar a todos, Tina prometeu abrir um portal para levar Wolf de volta para casa.